# Alzoniella hartwigschuetti
Alzoniella hartwigschuetti é uma espécie de gastrópode  da família Hydrobiidae.
É endémica de Austria.